# Sarda (higo)
Sarda es un cultivar de higuera de tipo higo común Ficus carica, unífera (con una sola cosecha por temporada, los higos de otoño), con higos de epidermis con color de fondo morado claro, y con sobre color verde rojizo alrededor del pedúnculo. Se cultiva en la colección de higueras de Montserrat Pons i Boscana en Llucmajor (España).

## Sinonimia
- “sin sinónimo”,[4][6][7]

## Historia
Actualmente la cultiva en su colección de higueras baleares Montserrat Pons i Boscana, rescatada de un ejemplar o higuera madre localizada en un higueral en el predio de "son Granada" dentro del ámbito de La Marina propiedad de Miquel Tomàs i Munar, en el término de Llucmajor, siendo esta zona una tierra árida y de baja pluviometría.
La variedad 'Sarda' es poco conocida y cultivada. Esta variedad es originaria de la zona de "son Sard" en el término de Llucmajor, de donde le viene dado el nombre.

## Características
La higuera 'Sarda' es una variedad unífera de tipo higo común de una sola cosecha por temporada, los higos de otoño. Árbol de vigorosidad mediana, y un buen desarrollo en terrenos favorables, copa redondeada de porte esparcido con ramas alargadas y follaje claro, con nula emisión de rebrotes. Sus hojas son de 1 lóbulo en su mayoría, de 5 lóbulos (15-25%), y de 3 lóbulos (5-8%). Sus hojas con dientes presentes márgenes dentados muy finos. 'Sarda' tiene un desprendimiento de higos mediano, con un rendimiento productivo mediano y periodo de cosecha corto. La yema apical cónica de color verde amarillento.
Los frutos de la higuera 'Sarda' son frutos de un tamaño de longitud x anchura:38 x 48mm, con forma piriforme, los higos son de tamaño mediano-grande, sus frutos son simétricos en la forma, y uniformes en las dimensiones, alto porcentaje de frutos aparejados y sin formaciones anormales, de unos 39,424 gramos en promedio, cuya epidermis es gruesa, de textura medio áspera al tacto, de consistencia fuerte, con color de fondo morado claro, y con sobre color verde rojizo alrededor del pedúnculo. Ostiolo de 1 a 3 mm con escamas pequeñas rosadas. Pedúnculo de 0 a 2 mm cilíndrico verde amarillento. Grietas longitudinales y reticulares muy finas. Costillas marcadas. Con un ºBrix (grado de azúcar) de 28 de sabor muy dulce, y sabroso, con color de la pulpa rojo intenso. Con cavidad interna pequeña, con aquenios medianos en tamaño y en poca cantidad. Los frutos maduran con un inicio de maduración de los higos sobre el 28 de agosto a 30 de septiembre. Cosecha con rendimiento productivo mediano, y periodo de cosecha corto.
Se usa en alimentación humana en fresco. Mediana abscisión del pedúnculo, y mucha facilidad de pelado. Debido a su epidermis gruesa y consistencia fuerte, son resistentes al transporte, a las lluvias, al agriado, y a la apertura del ostiolo. Con mediana susceptibilidad al desprendimiento del árbol cuando madura.

## Cultivo
'Sarda', se utiliza en alimentación humana en fresco. Se está tratando de recuperar de ejemplares cultivados en la colección de higueras baleares de Montserrat Pons i Boscana en Llucmajor.